# Kroatische Kriegsmarine
Die Kroatische Kriegsmarine (kroatisch Hrvatska ratna mornarica), kurz HRM, ist die Seestreitmacht der Streitkräfte der Republik Kroatien.

## Aufgaben und Organisation

Organisationsstruktur der Kroatischen Kriegsmarine

Die Kroatische Kriegsmarine hat eine Personalstärke von 2500 Soldaten, wovon 650 Wehrpflichtige sind. Sie verfügt neben dem Marinehauptquartier „Lora“ in Split über Marinestützpunkte in Lastovo, Ploce, Pula, Šibenik und Vis.
Die Kroatische Küstenwache gehört als ziviler Verband der Kroatischen Kriegsmarine an.
Zur Küstenverteidigung verfügt die Teilstreitkraft über drei mobile Lenkwaffenbatterien (RBS15) und zehn Artilleriebatterien sowie zur Aufklärung über neun Radarstationen mit den Systemen AN/FPS-117, GEM elettronica und Enhanced Peregrine.
- Kommando der Kroatischen Kriegsmarine (Zapovjedništvo HRM) in Split, Marinestützpunkt „Lora“
  - Führungsstab (Stožer zapovjedništva)
  - Stabskompanie (Zapovjedna satnija Zapovjedništva HRM)
  - Marineflottille (Flotila HRM-a) in Split, Marinestützpunkt „Lora“
    - Flottillenkommando (Zapovjedništvo Flotile)
    - Kampfschiffsdivision (Divizijun za površinsko djelovanje)
    - Minenabwehrdivision (Protuminski divizijun)
    - Unterstützungsgeschwader (Divizijun za potporu)
    - Abteilung Staatsrepräsentativer Schiffe (Odred rezidencijalnih brodova)

  - Küstenwache (Obalna straža)
    - Kommando der Küstenwache (Zapovjedništvo) in Split, Marinestützpunkt „Lora“
    - 1. Schiffsdivision (1.divizijun) in Split, Marinestützpunkt „Lora“
    - 2. Schiffsdivision (2.divizijun), Marinestützpunktsabteilung Nord in Pula
    - Fliegereinheit (Zrakoplovne snage), Teile der Luftstreitkräfte, operationell der Küstenwache unterstellt
      - 4 Mi-8MTV-1 in Split - Divulje Fliegerhorst - Luftrettung zur See
      - 2 Pilatus PC-9M - Zemunik Luftwaffenstützpunkt - Luftpatrouille zur See in Zadar

  - Marinestützpunkt Split (Pomorska baza Split) „Lora“
    - Kommando des Marinestützpunktes (Zapovjedništvo Pomorske baze)
    - Schiffsunterstützungsbataillon (Bojne za održavanje plovila i TMS)
    - Versorgungs- und Transportkompanie (Satnije za opskrbu i transport)
    - Logistikkompanie (Satnija za osiguranje)
    - Versorgungsdienst der Marinekaserne Sveti Nikola (Opslužništva vojarne Sv. Nikola – Lora)
    - Medizinisches Zentrum (Sanitetska ambulantea)
    - Marinestützpunktsabteilung Nord (Odjeljak pomorske baze Sjever) in Pula
    - Marinestützpunktsabteilung Süd (Odjeljak pomorske baze Jug) in Ploče/Pelješac

  - Seeüberwachungs- und Nachrichtenbataillon (Bojna obalne službe motrenja i obavješćivanja, kurz Bojna OSMiO) in Split, Marinestützpunkt „Lora“
    - Kommando (Zapovjedništvo Bojne OSMiO)
    - 4 Radarzüge mit ENHANCED PEREGRINE-Geräten, auf den Inseln Lastovo, Dugi Otok, Mljet und Vis
    - 9 Radarzüge mit GEM SC-2050XS-Geräten, in Savudrija, auf den Inseln Brijuni, Mali Lošinj, Dugi Otok, Žirje, Lastovo, Mljet, Vis und Molunat
    - Verbindungs- und Systeme technischer Aufklärung, ZIS „JADRAN“, IS „SEVID“, NTDR (UHF), SINCGARS (VHF) usw.

  - Marinetrainingszentrum Petar Krešimir IV  (Središte za obuku HRM "Petar Krešimir IV") in Split, Marinestützpunkt „Lora“
    - Kommando (Zapovjedništvo SzO HRM)
    - 9 Schulungskabinette, für Schifffahrt, Seenavigation, Schiffbau, schiffsenergetische und elektrische Ausstattung, Raketen- und Artilleriewaffen, Unterseewaffen, Seeminen und Minenabwehr, Radartechnik und für Verbindungstechnik
    - Abteilung Schulungsschiffe (Odred školskih brodova)
    - Schulungseinrichtung für Informatik (Informatička učionica)
    - Taktischer Simulator (Taktički simulator)
    - Übungsplatz für Schadens- und ABC-Abwehr (Poligon borbene otpornosti broda i NBKO zaštitu)
    - Taucherübungsplatz (Poligon za obuku ronitelja)

## Ausrüstung

### FK-Schnellboote
| Schiffsklasse | Herkunft              | Foto | Schiffe                                                           | Verdrängung | Anmerkungen                           |
| ------------- | --------------------- | ---- | ----------------------------------------------------------------- | ----------- | ------------------------------------- |
| Helsinki      | Finnland              |      | Vukovar (RTOP-41) Dubrovnik (RTOP-42)                             | 300 t       | ehemalige Boote der Finnischen Marine |
| Končar        | Jugoslawien           |      | Šibenik (RTOP-21)                                                 | 260 t       |                                       |
| Kralj         | Jugoslawien/ Kroatien |      | Kralj Petar Krešimir IV (RTOP-11) Kralj Dmitar Zvonimir (RTOP-12) | 390 t       |                                       |

### Patrouillenboote
| Schiffsklasse | Herkunft    | Foto | Schiffe                                                                   | Verdrängung | Anmerkungen                                                   |
| ------------- | ----------- | ---- | ------------------------------------------------------------------------- | ----------- | ------------------------------------------------------------- |
| Mirna         | Jugoslawien |      | Novigrad (OB-01) Šolta (OB-02) Cavtat (OB-03) Hrvatska Kostajnica (OB-04) | 143 t       | Fahrzeug der Küstenwache                                      |
| Omiš          | Kroatien    |      | Omiš (OOB-31) Umag (OOB-32)                                               | 216 t       | Fahrzeug der Küstenwache - Drei weitere Einheiten sind im Bau |

### Minenabwehreinheiten
| Schiffsklasse | Herkunft | Foto | Schiffe         | Verdrängung | Anmerkungen |
| ------------- | -------- | ---- | --------------- | ----------- | ----------- |
| Korčula       | Kroatien |      | Korčula (LM-51) | 180 t       |             |

### Landungseinheiten und Minenleger
| Schiffsklasse | Herkunft | Foto | Schiffe                       | Verdrängung | Anmerkungen                   |
| ------------- | -------- | ---- | ----------------------------- | ----------- | ----------------------------- |
| Silba         | Kroatien |      | Cetina (DBM-81) Krka (DBM-82) | 540 t       | Landungsschiff und Minenleger |

### Hilfsschiffe
| Schiffsklasse | Herkunft | Foto | Schiffe                     | Verdrängung | Anmerkungen                             |
| ------------- | -------- | ---- | --------------------------- | ----------- | --------------------------------------- |
| Moma          | Polen    |      | Andrija Mohorovičić (BŠ-72) | 1.260 t     | Schulschiff                             |
| Spasilac      |          |      | Faust Vrančić (BS-73)       | 1.590 t     | Bergungsschiff Fahrzeug der Küstenwache |
|               |          |      | Meduza (PT-71)              | 310 t       | Frachtschiff Fahrzeug der Küstenwache   |

### Weitere Boote
- 2 Hafenschlepper (LR-71 und LR-73)
- 4 Landungsboote (DJB-104, DJB-106, DJB-107 und PDS-713)
- 3 Barkassen (MRB-51, MRB-83 und Krasnica)
- 2 Motoryachten (Učka und Čista Velika)
- 3 Segelboote (Zrinka, Katarina Zrinska und Kraljica Jelena)

## Rüstungsprojekte
- 4 Patrouillenboote der Omiš-Klasse, Zulauf 2021 bis 2023[3]

## Dienstgrade und Dienstgradabzeichen

### Offiziere
| Dienstgradgruppe                                                                                   | Flaggoffiziere  | Flaggoffiziere | Flaggoffiziere | Flaggoffiziere | Flaggoffiziere    | Stabsoffiziere       | Stabsoffiziere   | Stabsoffiziere   | Subalternoffiziere    | Subalternoffiziere   | Subalternoffiziere |
| -------------------------------------------------------------------------------------------------- | --------------- | -------------- | -------------- | -------------- | ----------------- | -------------------- | ---------------- | ---------------- | --------------------- | -------------------- | ------------------ |
| Ärmelabzeichen                                                                                     |                 |                |                |                |                   |                      |                  |                  |                       |                      |                    |
| Dienstgrad                                                                                         | Admiral flote1  | Admiral2       | Viceadmiral    | Kontraadmiral  | Komodor           | Kapetan bojnog broda | Kapetan fregate  | Kapetan korvete  | Poručnik bojnog broda | Poručnik fregate     | Poručnik korvete   |
| Dienstgrad (Bundeswehr)                                                                            | nicht vorhanden | Admiral        | Vizeadmiral    | Konteradmiral  | Flottillenadmiral | Kapitän zur See      | Fregattenkapitän | Korvettenkapitän | Kapitänleutnant       | Oberleutnant zur See | Leutnant zur See   |
| NATO-Rangcode                                                                                      | OF-10           | OF-9           | OF-8           | OF-7           | OF-6              | OF-5                 | OF-4             | OF-3             | OF-2                  | OF-1                 | OF-1               |
| 1 Wird ausschließlich zu Kriegszeiten vergeben. 2 Wird nur an den Chef des Generalstabes vergeben. |                 |                |                |                |                   |                      |                  |                  |                       |                      |                    |

### Unteroffiziere und Mannschaften
| Dienstgradgruppe        | Unteroffiziere     | Unteroffiziere    | Unteroffiziere | Unteroffiziere           | Unteroffiziere | Unteroffiziere                     | Mannschaften                  | Mannschaften |
| ----------------------- | ------------------ | ----------------- | -------------- | ------------------------ | -------------- | ---------------------------------- | ----------------------------- | ------------ |
| Ärmelabzeichen          |                    |                   |                |                          |                |                                    |                               |              |
| Dienstgrad              | Časnički Namjesnik | Stožerni Narednik | Nadnarednik    | Narednik                 | Desetnik       | Skupnik                            | Razvodnik                     | Pozornik     |
| Dienstgrad (Bundeswehr) | Oberstabsbootsmann | Stabsbootsmann    | Hauptbootsmann | Oberbootsmann/ Bootsmann | Obermaat/ Maat | Oberstabsgefreiter/ Stabsgefreiter | Hauptgefreiter/ Obergefreiter | Gefreiter    |
| NATO-Rangcode           | OR-9               | OR-8              | OR-7           | OR-6                     | OR-5           | OR-3                               | OR-2                          | OR-1         |